# Peyrat-le-Château
Peyrat-le-Château är en kommun i departementet Haute-Vienne i regionen Nouvelle-Aquitaine i västra Frankrike. Kommunen ligger i kantonen Eymoutiers som tillhör arrondissementet Limoges. År 2022 hade Peyrat-le-Château 1 028 invånare.

## Befolkningsutveckling
Antalet invånare i kommunen Peyrat-le-Château
| Referens: INSEE |